# Hömberg
Hömberg ist eine Ortsgemeinde im Rhein-Lahn-Kreis in Rheinland-Pfalz. Sie gehört der Verbandsgemeinde Bad Ems-Nassau an.

## Geographische Lage
Hömberg liegt auf der Südabdachung des Westerwaldes im Nassauer Land. Es befindet sich im Naturpark Nassau etwa 2,5 km nordnordwestlich von Nassau auf den nördlich des Rhein-Nebenflusses Lahn gelegenen Erhebungen (auch Lahnhöhen genannt).

## Geschichte
1344 wird der Ort als „Hoynberg“ erwähnt und gehörte zum Gericht und Kirchspiel Nassau. Seit dem 14. Jahrhundert hatten am Ort Freiherren vom Stein ihre Besitzungen.
Beim Abzug des französischen Revolutionsheeres im Jahre 1795 wurde der Ort völlig niedergebrannt. Das Herrschaftsgebiet von Heinrich Friedrich Karl vom Stein wurde 1804/06 dem Herzogtum Nassau angeschlossen, dem es bis 1866 angehörte. 1868 kam Hömberg zur preußischen Provinz Hessen-Nassau und war nach dem Zweiten Weltkrieg Teil der französischen Besatzungszone. 1946 wurde der Ort Teil des damals neu gebildeten Landes Rheinland-Pfalz.
Nach 1600 gab es Grubenabbau auf Zink, Kupfer- und Bleierze bis 1870. Schieferabbau erfolgte im 17. und 18. Jahrhundert.
Die Einwohnerschaft entwickelte sich im 19. und 20. Jahrhundert wie folgt: 1843: 389 Einwohner, 1927: 364 Einwohner, 1964: 278 Einwohner.

## Religion
65 % der Bevölkerung sind evangelisch, 23 % katholisch. Die unierte Kirchengemeinde Hömberg-Zimmerschied gehört zum Dekanat Nassauer Land in der Propstei Rheinhessen-Nassauer Land der Evangelischen Kirche in Hessen und Nassau (EKHN); die Kirche in Hömberg wurde 1957 gebaut. Die Hömberger Katholiken gehören zur Pfarrei St. Martin in Bad Ems, Bistum Limburg, deren nächstgelegene Kirche St. Bonifatius in Nassau (Lahn) ist.

## Politik

### Gemeinderat
Der Gemeinderat in Hömberg besteht aus acht Ratsmitgliedern, die bei der Kommunalwahl am 9. Juni 2024 in einer Mehrheitswahl gewählt wurden, und dem ehrenamtlichen Ortsbürgermeister als Vorsitzendem. Bei der Wahl 2014 wurde noch in einer personalisierten Verhältniswahl gewählt, da damals drei Wählergruppen angetreten waren.

### Bürgermeister
Ortsbürgermeister von Hömberg ist Dietmar Roßtäuscher. Bei der Direktwahl am 26. Mai 2019 war kein Bewerber angetreten. Die Gemeindeordnung sieht für diesen Fall eine Wahl durch den Gemeinderat vor. Am 8. Juli 2019 wurde Roßtäuscher zum Nachfolger von Paul Linscheid gewählt, der das Amt zehn Jahre ausgeübt hatte. Bei der Direktwahl am 9. Juni 2024 wurde Dietmar Roßtäuscher als einziger Bewerber mit einem Stimmenanteil von 90,2 % für weitere fünf Jahre in seinem Amt bestätigt.

## Persönlichkeiten
In Hömberg geboren oder im Ort gewirkt
- Jost Schmidt (1802–1863), Bürgermeister und Mitglied des Nassauischen Landtags
- Georg Peter Groß (1829–1890), Bürgermeister und Abgeordneter des Provinziallandtages der Provinz Hessen-Nassau